# パッペル・シュターディオン
パッペル・シュターディオン（Pappelstadion）は、オーストリア・ブルゲンランド州のマッテルスブルクにあるサッカー専用スタジアム。
SVマッテルスブルク（SV Mattersburg）のクラブ創設30周年を記念して、1952年に建設された多目的スタジアム。現在ではオーストリア・ブンデスリーガに属している同クラブが未だ本拠地として使用している。
元々は収容人数7,000人前後のスタジアムであったが、21世紀に入り、ホームチームのSVマッテルスブルクがオーストリア・ブンデスリーガ2部、そしてオーストリア・ブンデスリーガ（1部）に昇格していくのにつれて、数回の拡大工事が行われ現在の姿になった。現在の収容人数は15,700人。
歴史に残る最多入場者数は2003年のオーストリア・カップ準々決勝、SVマッテルスブルク対グラーツァーAKの試合、観客数は18,600人であった（SVマッテルスブルクが1‐0で勝利）。